# Till dom som bryr sig
Till dom som bryr sig är det andra studioalbumet av den svenska indiepopgruppen Solen, utgivet den 29 oktober 2014 på Playground Music.

## Låtförteckning
1. "Kom kom kom" – 3:01
2. "Estelle" – 4:42
3. "Glöm bort mig nu" – 4:53
4. "Till dom som bryr sig" – 3:08
5. "Kedjan" – 3:50
6. "Låt mig gå" – 4:45
7. "Förlorare" – 3:40
8. "Snälla svara" – 3:57
9. "Solguden" – 3:28
10. "Genomskinlig" – 4:01